# Всесвітня книга фактів
Всесвітня книга фактів (англ. The World Factbook) — щорічне видання ЦРУ в стилі альманаху про країни світу.
Перше секретне видання з'явилося в серпні 1962, перше несекретне — у червні 1971.
Згідно з оголошенням, опублікованим на сайті довідника, ЦРУ не планує більше друкувати цю книгу, а зосередиться на наповненні онлайн-версії довідника.

## Дані про країни світу
The World Factbook містить дані про країни світу за такими категоріями:
- історія;
- географія;
- демографія;
- державний лад;
- економіка;
- телекомунікації;
- транспорт;
- збройні сили.